# Більґе Карасу
Більґе́ Карасу́ (тур. Bilge Karasu; 1930, Стамбул — 13 липня 1995) — турецький письменник.
Його вважають одним із зачинателів турецького постмодернізму. Критики зараховують його до п'ятірки провідних авторів цієї течії в себе на батьківщині.
За життя опублікував збірки оповідань, новел, романів та дві книги есеїв. Його роман «Ніч» (Gece) 1994 року було вдостоєний премії Pegasus Prize for Literature.
Твори Більґе Карасу перекладені основними європейськими мовами, у тому числі українською.
У 2004 році англомовне видання роману Карасу «Сад спочилих котів» відзначено в США престижною перекладацькою премією «National translation award» Асоціації американських тлумачів художньої літератури. 2010 року вийшов український переклад збірки «Сад спочилих котів». Цей твір побачив світ також у перекладах французькою, німецькою, російською мовами.

## Творчість
Новели
- Troya'da Ölüm Vardı (1963)
- Uzun Sürmüş Bir Günün Akşamı (1970)
- Göçmüş Kediler Bahçesi (1980) [Сад спочилих котів — Харків, 2010]
- Kısmet Büfesi (1982)
- Lağımlaranası ya da Beyoğlu
- Susanlar (2008) (новели, поезія, есе, репортаж)

Романи
- Gece (1985)
- Kılavuz (1990)

Есеї
- Ne Kitapsız Ne Kedisiz (1994)
- Narla İncire Gazel (1995)
- Altı Ay Bir Güz (1996) (опубліковано після смерті)